# جون مكومب جونيور
جون مكومب جونيور (بالإنجليزية: John McComb, Jr.)‏ هو مهندس معماري أمريكي، ولد في 1763 في نيويورك في الولايات المتحدة، وتوفي بنفس المكان في 1853.